# フェニ
フェニ（feni）はインドゴア州でカシューの果肉（カシューアップルとも）から造られる蒸留酒。地理的表示（GI）登録されており、ゴア州でのみ製造・販売が許可されている。

## 概要
カシューアップルの果汁を発酵させたものを2回蒸留して作られる地域酒である。なお、1回蒸留しただけのものはウラックと呼ばれる。
「フェニ」は現地語であるコンカニ語で「泡」を意味する。フェニを高い位置から注ぐと泡ができる現象から名付けられたとされる。

## 製造
カシューの収穫期である3月から5月まで造られる。
ゴアではカシューは無農薬、化学肥料無しで栽培されており、カシューアップルも木から摘まず、完熟して地面に落ちた実だけを集めて使う。
カシューアップルの果汁を発酵させたものを蒸留しウラックを作り、ウラックに発酵したカシュー果汁を足して、再び蒸留したものがフェニとなる。
アルコール度数は40度超であり、ゴアの気候でも長期保存が可能である。
フェニ、ウラック共に家庭で醸造されることはほとんどなく、農家が副業として醸造しているものを直接購入するのが伝統的である。レストランやバーで販売されているものも、醸造した農家を明らかにしており、飲み比べが可能なこともある。

## 飲み方
ゴアでは、フェニはストレートで飲んだり、ソーダやライムソーダで割って飲むことが多い。
ウラックは炭酸水とライムソーダで割って、ライム、青唐辛子と塩をひとつまみ入れて飲むのが定番となっている。

## 歴史
カシューは南米原産の木であり、1500年代半ばにはポルトガル領ゴアにブラジルから持ち込まれて栽培されるようになった。逆にブラジルにはサトウキビが持ち込まれて栽培されるようになっており、これがカシャーサといった酒を産み出している。16世紀中にはフェニも作られるようになった。以来、ゴアではフェニを通過儀礼や儀式の際に飲んだり、風邪や熱に効く薬として利用されてきた。
また、カシューアップルの果汁以外にも、ココヤシの樹液で造られたフェニや、薬効に応じてスパイスを一緒に蒸留したフェニもある。
しかしながら、フェニは地域酒であるがため、ウイスキーといった他国の酒より地位が低く見られがちであり、造り手と飲み手も減ってきている。
2016年に、ハンセル・ヴァズが酒販店で一般流通するフェニを造るカズーロ（Cazulo）を立ち上げた。